# Andrea Roth (Schauspielerin)
Andrea Roth (* 30. September 1967 in Woodstock, Ontario) ist eine kanadische Schauspielerin.

## Leben
Roth wurde in Woodstock (Ontario) als Tochter eines schottischen Vaters und einer niederländischen Mutter geboren.
Ihre Schauspielkarriere begann 1988 mit kleineren Rollen in Fernsehserien und Filmen. 1994 spielte Roth eine Nebenrolle in der Fernsehserie RoboCop. Danach folgten weitere Gastauftritte in Lost, Pretender, Nash Bridges, Diagnose: Mord, The Agency – Im Fadenkreuz der C.I.A., CSI: Den Tätern auf der Spur, Numbers – Die Logik des Verbrechens, Law & Order und Blue Bloods – Crime Scene New York.
Der Durchbruch gelang ihr mit der Serie Rescue Me und dem Film War an der Seite von Jet Li und Jason Statham.

## Filmografie (Auswahl)
- 1989: The Jitters
- 1992: The Good Fight
- 1992: Parker Lewis – Der Coole von der Schule (Parker Lewis Can’t Lose, Fernsehserie)
- 1994–1995: RoboCop (Fernsehserie, 23 Folgen)
- 1996: Crossworlds
- 1996: The Sunchaser
- 1997: Executive Power – Tod im Weißen Haus (Executive Power)
- 1999: Eine dunkle Affäre (Dangerous Attraction)
- 2002: The Untold
- 2002: Dass du ewig denkst an mich (All Around the Town)
- 2003: Highwaymen
- 2003–2004: CSI: Den Tätern auf der Spur (CSI: Crime Scene Investigation, Fernsehserie, 3 Folgen)
- 2004: Ihr perfekter Ehepartner (Her Perfect Spouse, Fernsehfilm)
- 2004–2011: Rescue Me (Fernsehserie, 93 Folgen)
- 2005: Crazy for Christmas (Fernsehfilm)
- 2005: Chasing Christmas (Fernsehfilm)
- 2006: The Time Tunnel (Fernsehfilm)
- 2006: Last Exit (Fernsehfilm)
- 2007: Bridal Fever (Fernsehfilm)
- 2007: The Secret Lives of Second Wives (Fernsehfilm)
- 2007: War
- 2008: Criminal Minds (Fernsehserie, Folge 3x13)
- 2009: Courage
- 2009: The Collector – He Always Takes One (The Collector)
- 2009: Eine tierische Bescherung (A Golden Christmas)
- 2009: The Skeptic – Das teuflische Haus (The Skeptic)
- 2009: Lost (Fernsehserie, Folge 4x06)
- 2010: Blue Bloods – Crime Scene New York (Blue Bloods, Fernsehserie, 5 Folgen)
- 2011: Committed (Fernsehfilm)
- 2011: Stay with Me (Fernsehfilm)
- 2011–2012: Ringer (Fernsehserie, 9 Episoden)
- 2013: Forever 16 (Fernsehfilm)
- 2013: Navy CIS: L.A. (NCIS: Los Angeles, Fernsehserie, Folge 4x22)
- 2013: Longmire (Fernsehserie, Folge 2x07)
- 2014: Rogue (Fernsehserie, 10 Folgen)
- 2014: Ascension (Fernsehserie, 6 Folgen)
- 2015: Stolen Daughter (Fernsehfilm)
- 2015: Hawaii Five-0 (Fernsehserie, Folge 5x10)
- 2015: Stalker (Fernsehserie, Folge 1x12)
- 2015: Dark Places – Gefährliche Erinnerung (Dark Places)
- 2016: Evidence of Truth (Fernsehfilm)
- 2017–2018, 2020: Tote Mädchen lügen nicht (13 Reasons Why, Fernsehserie, 7 Folgen)
- 2018–2019: Marvel’s Cloak & Dagger (Fernsehserie, 14 Folgen)
- 2019: Thicker Than Water (Fernsehfilm)
- 2019: Escaping the NXIVM Cult – A Mother’s Fight to Save Her Daughter (Fernsehfilm)
- 2019: Goliath